# Effetto Haldane
L'effetto Haldane è una proprietà dell'emoglobina, responsabile di circa la metà della anidride carbonica che viene scambiata e trasportata a livello dei tessuti.

## Dettagli
L'effetto Haldane prevede che il legame dell'ossigeno all'emoglobina renda il sangue più acido, e quindi faciliti lo spostamento dell'anidride carbonica dal sangue agli alveoli con due meccanismi principali. L'emoglobina resa più acida rende più difficile il legame con l'anidride carbonica (carbaminoemoglobina), liberando maggiormente CO2. Inoltre l'aumento di acidità dell'emoglobina fa sì che venga rilasciato un maggior numero di ioni idrogeno. Questi combinandosi con ioni bicarbonato formano dapprima acido carbonico, e successivamente H2O e CO2, nel sangue, favorendone così il rilascio a livello alveolare. Quindi nei tessuti si verificherà una maggiore assunzione di anidride carbonica, ed a livello alveolare se ne avrà una maggiore liberazione.
L'emoglobina ridotta - quella, cioè, che non trasporta ossigeno ma il cui atomo di ferro si trovi comunque nello stato ferroso -  lega meglio l'anidride carbonica formando composti carbammino-emoglobinici(composti b.i.a.) dove la PO2 è di 40 mmHg, è da considerare però che a livello alveolare ci sarà una diminuzione dell'affinità del legame della CO2 ai 4 gruppi eme dell'emoglobina, con l'aumento della PO2 a 100 mmHg.

## Storia
Venne descritta per la prima volta dal fisiologo britannico John Scott Haldane.